# Adolf zum Berge
Adolf Ernst Christian zum Berge (* 7. Dezember 1828 in Winsen (Aller); † 13. Juni 1889 in Hannover) war ein deutscher Journalist und Chefredakteur der von ihm mitgegründeten Tageszeitung Hannoverscher Kurier.

## Leben

### Familie

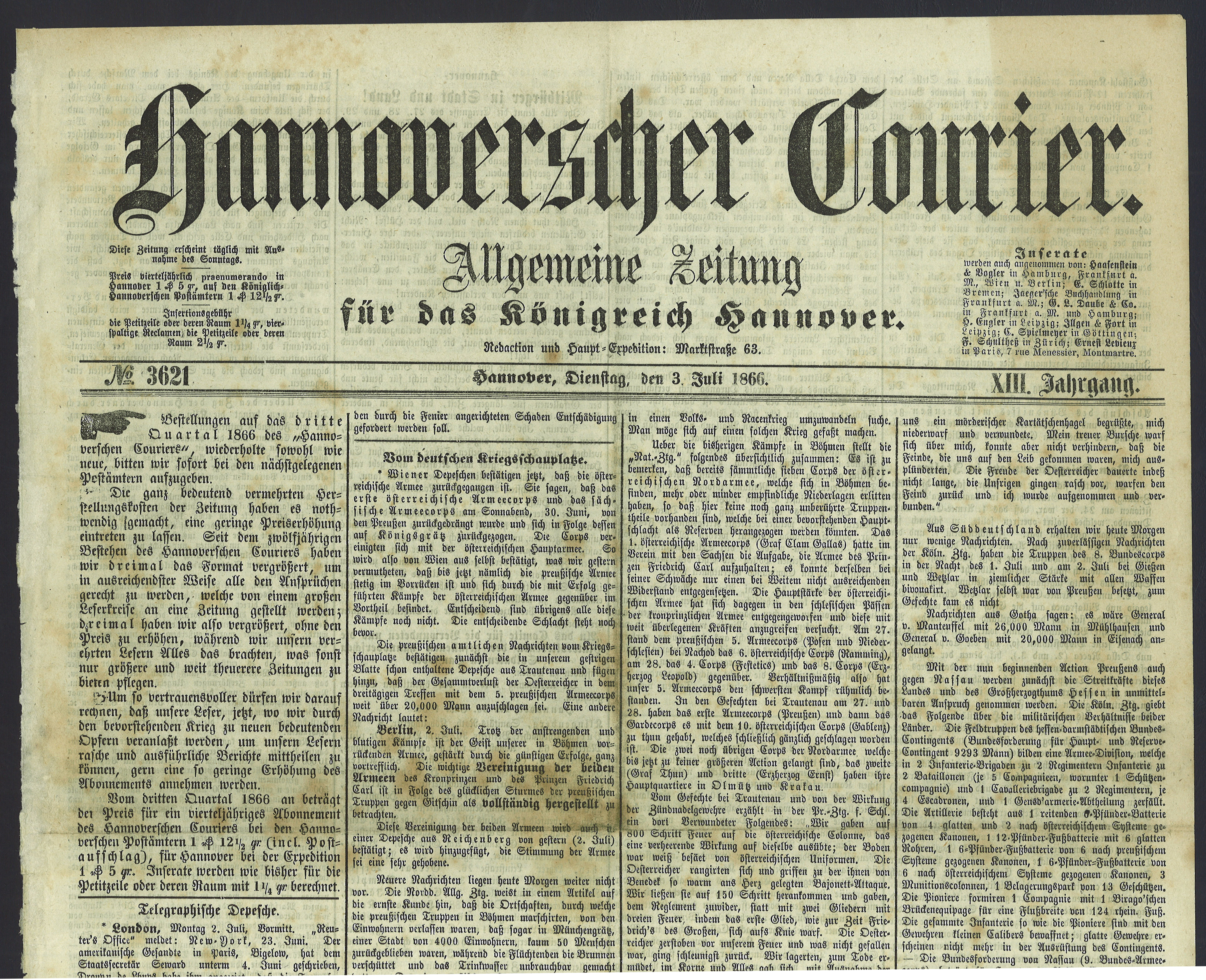
3. Juli 1866: Der Hannoversche Courier (Chefredakteur: Adolf zum Berge), noch für das Königreich Hannover, wenige Tage nach der Schlacht bei Langensalza und der Kapitulation gegenüber Preußen

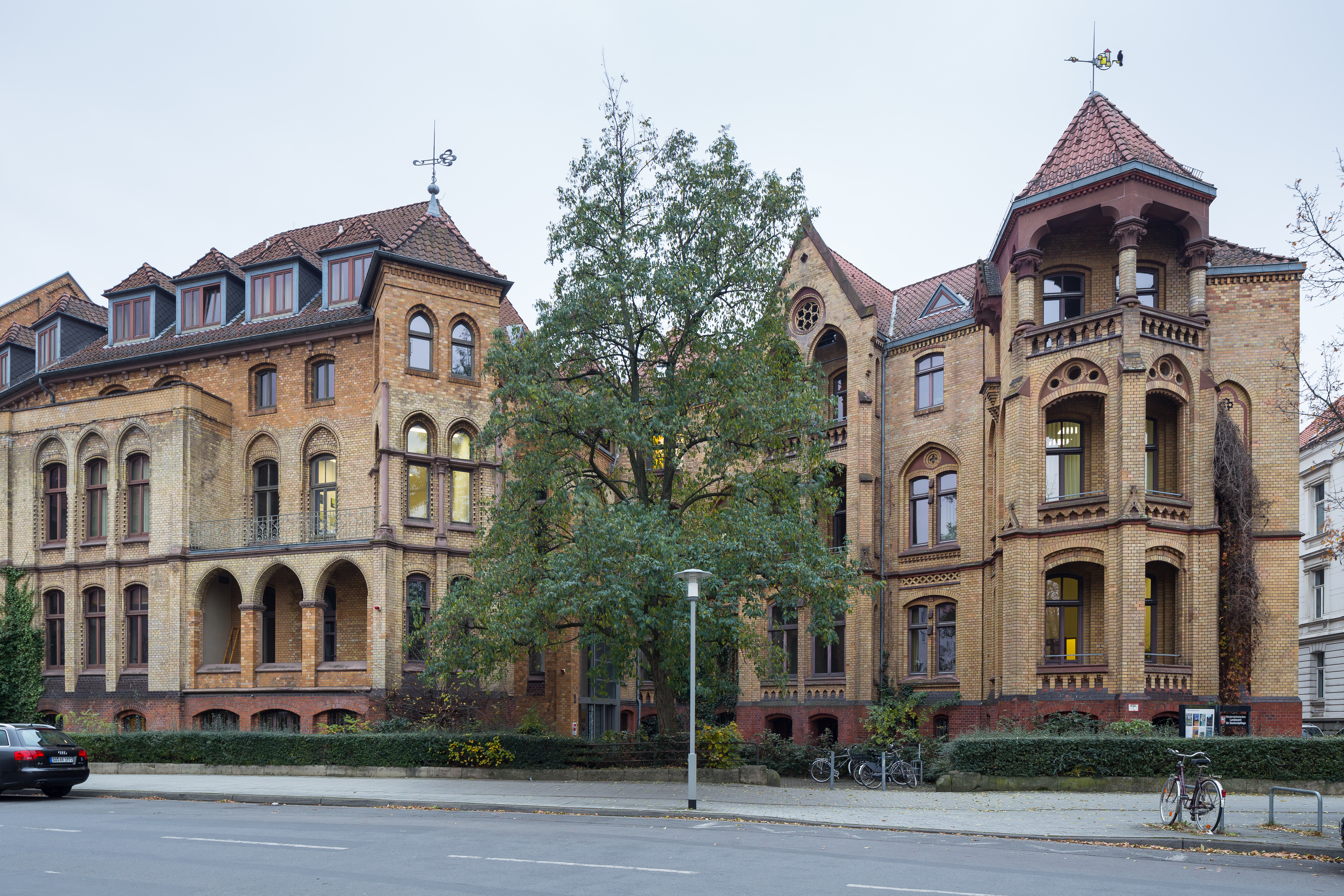
Carl Rümplers erweiterte Villa unter der – heutigen – Adresse Scharnhorststraße 1 im Stadtteil Zoo, heute Sitz des Niedersächsischen Landesamts für Denkmalpflege, war 1868 ebenfalls Wohnsitz von Adolf zum Berge

Adolf zum Berge war der Bruder von Ida Friederike Georgine Hoffmann, geborene zum Berge, der Ehefrau von Hoffmann von Fallersleben. Er war somit sowohl der Schwager als auch der Neffe von Hoffmann von Fallersleben.
Zum Berge heiratete 1858 die Französin Clementine Marie Josephine Pierron (* 1833).

### Werdegang
Adolf zum Berge gründete 1854 gemeinsam mit Carl Rümpler den Hannoverschen Kurier, für den zum Berge als Chefredakteur arbeitete.
Nachdem sich Carl Rümpler ab 1865 eine Villa als eines der ersten Gebäude im späteren Stadtteil Zoo nach Plänen des Architekten Ernst Bösser errichten ließ, bewohnte laut dem Adreßbuch der Königlichen Residenz-Stadt Hannover von 1868 auch der „Redakteur des Couriers“ Adolf E. C. zum Berge spätestens ab 1867 das Gebäude unter der damaligen Adresse Seelhorst 1, dort speziell das 2. Obergeschoss.

## Archivalien
An Archivalien von und zu Adolf zum Berge finden sich beispielsweise
- 128 Handschriften an Adolf zum Berge sowie 2 Handschriften von diesem über den Kalliope-Verbund: Zum Berge, Adolf ()
- Nachlass N 2348 Bundesarchiv